# 14. etape af Tour de France 2010
Fjortende etape af Tour de France 2010 var en 184,5 km lang bjergetape. Den blev kørt søndag d. 18. juli fra Revel til Ax-3 Domaines.
- Etape: 14. etape
- Dato: 18. juli
- Længde: 184,5 km
- Danske resultater:

045. Chris Anker Sørensen + 9.11
056. Jakob Fuglsang + 15.12
137. Brian Vandborg + 36.56
163. Nicki Sørensen + 36.56
170. Matti Breschel + 36.56
- Gennemsnitshastighed: 37,8 km/t

## Point- og bjergspurter

### 1. sprint (Mirepoix)
Efter 51,5 km
| Vinder | Benoît Vaugrenard   | 6p |
| 2.     | David Zabriskie     | 4p |
| 3.     | Jurgen Van de Walle | 2p |

### 2. sprint (Campagne-sur-Aude)
Efter 102 km
| Vinder | Stéphane Augé     | 6p |
| 2.     | Amaël Moinard     | 4p |
| 3.     | Christophe Riblon | 2p |

### 1. bjerg (Port de Pailhères)
HC kategori stigning efter 155,5 km
| Plads | Navn                | Point |
| ----- | ------------------- | ----- |
| 1.    | Christophe Riblon   | 20    |
| 2.    | Amaël Moinard       | 18    |
| 3.    | Jurgen Van de Walle | 16    |
| 4.    | Rafael Valls        | 14    |
| 5.    | Carlos Sastre       | 12    |
| 6.    | Vasil Kiryienka     | 10    |
| 7.    | Anthony Charteau    | 8     |
| 8.    | Damiano Cunego      | 7     |
| 9.    | Christophe Moreau   | 6     |
| 10.   | Juan Manuel Gárate  | 5     |

### 2. bjerg (Ax-3 Domaines)
1. kategori stigning efter 183 km
| Plads | Navn                  | Point |
| ----- | --------------------- | ----- |
| 1.    | Christophe Riblon     | 30    |
| 2.    | Denis Mensjov         | 26    |
| 3.    | Samuel Sánchez        | 22    |
| 4.    | Jurgen van den Broeck | 18    |
| 5.    | Joaquim Rodríguez     | 16    |
| 6.    | Robert Gesink         | 14    |
| 7.    | Andy Schleck          | 12    |
| 8.    | Alberto Contador      | 10    |

## Resultatliste
|    | Navn                  | Land       | Hold                | Tid     |
| -- | --------------------- | ---------- | ------------------- | ------- |
| 1  | Christophe Riblon     | Frankrig   | Ag2r-La Mondiale    | 4:52.42 |
| 2  | Denis Mensjov         | Rusland    | Rabobank            | + 0.54  |
| 3  | Samuel Sánchez        | Spanien    | Euskaltel-Euskadi   | + 0.54  |
| 4  | Andy Schleck          | Luxembourg | Team Saxo Bank      | + 1.08  |
| 5  | Joaquim Rodríguez     | Spanien    | Team Katusha        | + 1.08  |
| 6  | Robert Gesink         | Holland    | Rabobank            | + 1.08  |
| 7  | Alberto Contador      | Spanien    | Astana Pro Team     | + 1.08  |
| 8  | Jurgen van den Broeck | Belgien    | Omega Pharma-Lotto  | + 1.08  |
| 9  | Damiano Cunego        | Italien    | Lampre-Farnese Vini | + 1.49  |
| 10 | Carlos Sastre         | Spanien    | Cervélo TestTeam    | + 1.49  |
| 11 | Levi Leipheimer       | USA        | Team RadioShack     | + 1.53  |
| 12 | Ryder Hesjedal        | Canada     | Garmin-Transitions  | + 2.00  |
| 13 | Aleksandr Vinokurov   | Kasakhstan | Astana Pro Team     | + 2.00  |
| 14 | Luis León Sánchez     | Spanien    | Caisse d'Epargne    | + 2.02  |
| 15 | Christophe Moreau     | Frankrig   | Caisse d'Epargne    | + 2.02  |

## Ekstern henvisning
- Etapeside Arkiveret 16. juli 2010 hos  Wayback Machine på Letour.fr Arkiveret 28. februar 2011 hos  Wayback Machine (fransk) (engelsk)